# Interpretación de Copenhague

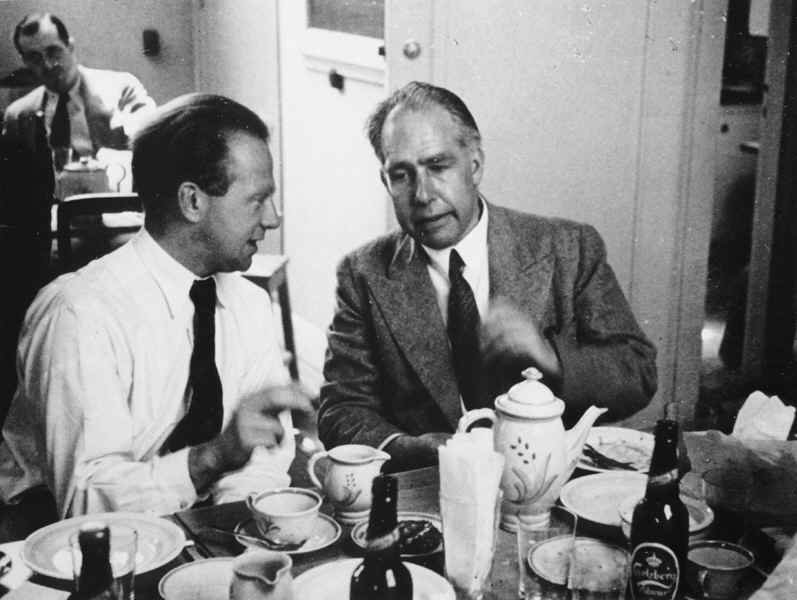
Werner Heisenberg y Niels Bohr

Con el nombre de interpretación de Copenhague se hace referencia a la interpretación de la mecánica cuántica considerada tradicional u ortodoxa. Fue formulada en 1927 por el físico danés Niels Bohr, con ayuda de Max Born y Werner Heisenberg, entre otros, durante una conferencia realizada en Como, Italia. Se conoce así debido al nombre de la ciudad en la que residía Bohr.
La interpretación de Copenhague utiliza la función de onda, el cómo se mueve la partícula, como si fuese una onda de probabilidad, siendo los lugares donde más probablemente se encuentre una partícula dependiendo de sus propiedades, y de su entorno.
(Nota: no quiere decir que sea una onda/corpúsculo, la palabra “onda” es por su semejanza con una ecuación de onda, más refleja la distribución probabilística de donde podría estar una partícula, la cual no tiene ni lugar, energía, u otras propiedades especificadas, o dicho de otra manera, indeterminadas)
Es fundamental para la interpretación de Copenhague que los resultados de los experimentos sean descritos en el lenguaje ordinario, sin depender de la terminología arcana o palabras que se refieren solamente a los grupos de símbolos matemáticos.
El axioma fundamental de la interpretación de Copenhague es el "postulado de la cuántica", que dice que los acontecimientos subatómicos son solamente perceptibles como transiciones indeterministas físicamente discontinuas entre estados estacionarios discretos. Varias consecuencias se deducen de este postulado de la discontinuidad física impredecible.
Una de las principales razones por las cuales es necesaria la interpretación del formalismo de la mecánica cuántica es que tal interpretación proporciona una visión general no separable en el tiempo y el espacio, ya que los dominios de la función de onda (el formalismo matemático de la mecánica cuántica) son el espacio de configuración (una descripción esquemática), no el espacio-tiempo físico "real" familiar a la mente humana.

## Contenido
La interpretación de Copenhague incorpora el principio de indeterminación, el cual establece que no se puede conocer simultáneamente con absoluta precisión la posición y el momento de una partícula.
Bohr formuló en la interpretación de Copenhague lo que se conoce como el principio de complementariedad. Este principio surge de combinar la ecuación de Schrödinger, que describe la distribución de ondas de probabilidad de las partículas, y las ideas de las matrices de Werner Heisenberg, que hablan sobre cómo las partículas colapsan en un lugar específico al ser medidas. Bohr se dio cuenta de que ambos conceptos se referían a lo mismo, pero la ecuación de onda de Schrödinger era mucho más simple que una matriz y permitía predecir más propiedades de las partículas. Por lo tanto, Schrödinger terminó superando a Heisenberg en una "batalla" que se libró con lápiz, papel y matemáticas.
Fue de aquí que surgieron varios postulados de ambos “bandos”, algunos que cambiaron nuestra percepción del mundo, pero en especial, un concepto tan elegante que marcaría el resto de la historia de la física, el Principio de Indeterminación:

Escogiendo medir con precisión la posición se fuerza a una partícula a presentar mayor incertidumbre en su momento, y viceversa; escogiendo un experimento para medir propiedades ondulatorias se eliminan peculiaridades corpusculares, y ningún experimento puede mostrar ambos aspectos, el ondulatorio y el corpuscular, simultáneamente.
J. Gribbin.

Además, según la interpretación de Copenhague, toda la información la constituyen los resultados de los experimentos. Se puede observar un átomo y ver un electrón en el estado de energía A, después volver a observar y ver un electrón en el estado de energía B. Se supone que el electrón saltó de A a B, quizás a causa de la observación. De hecho, no se puede asegurar siquiera de que se trate del mismo electrón y no se puede hacer ninguna hipótesis de lo que ocurría cuando no se observaba. Lo que se puede deducir de los experimentos, o de las ecuaciones de la mecánica cuántica, es la probabilidad de que si al observar el sistema se obtiene el resultado A, otra observación posterior proporcione el resultado B. Nada se puede afirmar de lo que pasa cuando no se observa ni de cómo pasa el sistema del estado A al B.
A pesar de fundamentarse en principios comprobados, y de que la gran mayoría de positivistas la aceptaron sin objeciones, Einstein y muchos otros físicos se negaron a aceptar esta interpretación de la mecánica cuántica, presentando varias críticas.